# Melanographium citri
Melanographium citri är en svampart som först beskrevs av Gonz. Frag. & Cif., och fick sitt nu gällande namn av M.B. Ellis 1963. Melanographium citri ingår i släktet Melanographium, divisionen sporsäcksvampar och riket svampar.   Inga underarter finns listade i Catalogue of Life.